# Hòa Bình (tỉnh)
Hòa Bình là một tỉnh cũ miền núi thuộc vùng Tây Bắc Bộ, Việt Nam. Tỉnh Hòa Bình có diện tích lớn thứ 29 trong 63 tỉnh thành của Việt Nam và là đơn vị hành chính Việt Nam đông thứ 49 về số dân (năm 2018) phần lớn là người Mường.
Năm 2018, xếp thứ 47 về Tổng sản phẩm trên địa bàn (GRDP), xếp thứ 30 về GRDP bình quân đầu người, đứng thứ 20 về tốc độ tăng trưởng GRDP. Với 846,1 nghìn dân, GRDP đạt 40.867 tỉ Đồng (tương ứng với 1,7749 tỉ USD), GRDP bình quân đầu người đạt 48,3 triệu đồng (tương ứng với 2.098 USD), tốc độ tăng trưởng GRDP đạt 8,36%.
Hòa Bình có vị trí ở phía nam Bắc Bộ, giới hạn ở tọa độ 20°19' - 21°08' vĩ độ Bắc, 104°48' - 105°40' kinh độ Đông, tỉnh lỵ là thành phố Hòa Bình nằm cách trung tâm thủ đô Hà Nội 73 km.
Ngày 12 tháng 6 năm 2025, Quốc hội thông qua Nghị quyết số 202/2025/QH15 về việc sắp xếp đơn vị hành chính cấp tỉnh năm  2025, theo đó tỉnh được giải thể cùng với tỉnh Vĩnh Phúc để sáp nhập vào tỉnh Phú Thọ.

## Địa lý
Cũng giống như Ninh Bình và Thanh Hóa, tỉnh Hòa Bình nằm giáp ranh giữa ba khu vực: Tây Bắc Bộ, đồng bằng sông Hồng và Bắc Trung Bộ của Việt Nam.
Trung tâm hành chính của tỉnh là thành phố Hòa Bình, nằm cách trung tâm thủ đô Hà Nội khoảng 73 km, có vị trí địa lý: 
- Phía đông giáp tỉnh Hà Nam và thủ đô Hà Nội
- Phía tây giáp tỉnh Sơn La
- Phía nam giáp tỉnh Thanh Hóa và tỉnh Ninh Bình
- Phía bắc giáp tỉnh Phú Thọ.

Các điểm cực của tỉnh Hòa Bình:
- Điểm cực bắc tại: xóm Nghê, xã Nánh Nghê, huyện Đà Bắc.
- Điểm cực tây tại: xã Cun Pheo, huyện Mai Châu.
- Điểm cực đông tại: thôn Ngọc Lâm, xã Đồng Tâm, huyện Lạc Thủy.
- Điểm cực nam tại: xóm Hổ, xã Ngọc Lương, huyện Yên Thủy.

Diện tích tự nhiên toàn tỉnh là 4.662.5 km², chiếm 1,41% tổng diện tích tự nhiên của Việt Nam.
Hòa Bình là tỉnh miền núi, tiếp giáp với phía tây đồng bằng sông Hồng, Hòa Bình có địa hình núi trung bình, chia cắt phức tạp, độ dốc lớn và theo hướng tây bắc - đông nam, phân chia thành 2 vùng: vùng núi cao nằm về phía tây bắc có độ cao trung bình từ 600 – 700 m, địa hình hiểm trở, diện tích 212.740 ha, chiếm 44,8% diện tích toàn vùng; vùng núi thấp nằm ở phía đông nam, diện tích 262.202 ha, chiếm 55,2% diện tích toàn tỉnh, địa hình gồm các dải núi thấp, ít bị chia cắt, độ dốc trung bình từ 20 – 250, độ cao trung bình từ 100 – 200 m.
Bên cạnh đó, hệ thống sông ngòi trên địa bàn tỉnh phân bố tương đối đồng đều với các sông lớn như sông Đà, sông Mã, sông Bưởi, sông Lạng, sông Bùi...
Hòa Bình có khí hậu cận nhiệt đới ẩm, mùa đông phi nhiệt đới khô lạnh, ít mưa; mùa hè nóng, mưa nhiều. Nhiệt độ trung bình hàng năm trên 23 °C. Tháng 7 có nhiệt độ cao nhất trong năm, trung bình 27 - 29 °C, ngược lại tháng 1 có nhiệt độ thấp nhất, trung bình 15,5 - 16,5 °C.

## Hành chính
Tỉnh Hòa Bình có 10 đơn vị hành chính cấp huyện trực thuộc, bao gồm 1 thành phố và 9 huyện với 151 đơn vị hành chính cấp xã, bao gồm 12 phường, 10 thị trấn và 129 xã.
| Tên           | Dân số (người)2019 | Hành chính        |
| ------------- | ------------------ | ----------------- |
| Thành phố (1) |                    |                   |
| Hòa Bình      | 135.718            | 12 phường, 7 xã   |
| Huyện (9)     |                    |                   |
| Cao Phong     | 51.020             | 1 thị trấn, 9 xã  |
| Đà Bắc        | 60.970             | 1 thị trấn, 16 xã |
| Kim Bôi       | 120.140            | 1 thị trấn, 16 xã |

| Tên       | Dân số (người)2019 | Hành chính        |
| --------- | ------------------ | ----------------- |
| Lạc Sơn   | 134.800            | 1 thị trấn, 23 xã |
| Lạc Thủy  | 65.820             | 2 thị trấn, 8 xã  |
| Lương Sơn | 107.340            | 1 thị trấn, 10 xã |
| Mai Châu  | 63.000             | 1 thị trấn, 15 xã |
| Tân Lạc   | 86.889             | 1 thị trấn, 15 xã |
| Yên Thủy  | 67.220             | 1 thị trấn, 10 xã |

## Lịch sử

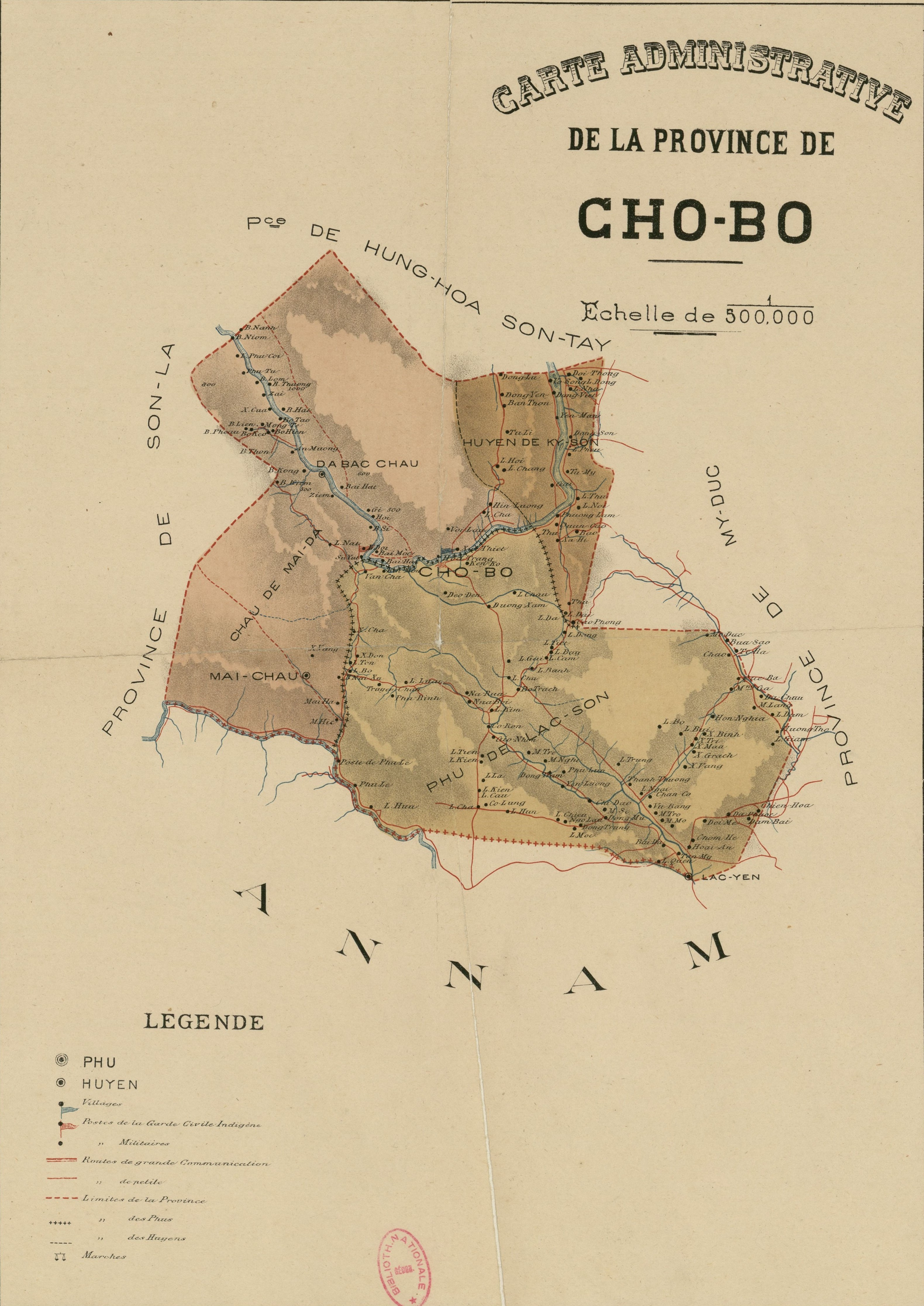
Bản đồ tỉnh Chợ Bờ năm 1891

Tỉnh Hòa Bình được thành lập ngày 22 tháng 6 năm 1886 theo nghị định của Kinh lược Bắc Kỳ với tên gọi là tỉnh Mường, tách phần đất có người Mường cư trú từ các tỉnh Hưng Hóa, Sơn Tây và Ninh Bình. Tỉnh lỵ đặt tại thị trấn Chợ Bờ (thuộc châu Đà Bắc) nên cũng còn gọi là tỉnh Chợ Bờ. Ngày 29 tháng 11 năm 1886, Tổng sứ Trung - Bắc Kỳ ra quyết định chuyển tỉnh lỵ về Phương Lâm (trước đó thuộc huyện Bất Bạt, phủ Quảng Oai, tỉnh Sơn Tây).
Theo Nghị định ngày 27/12/1888, tỉnh lỵ lại chuyển về Chợ Bờ, do Phó công sứ Jean-Ernest Moulié (1888 - 1890) cầm đầu. Ban đầu tỉnh gồm cả Mộc Châu, Yên Châu và Phù Yên Châu (tháng 7 năm 1888, cắt 3 châu này để nhập vào Đạo Quan binh thứ tư, sau thuộc Sơn La), cùng với vùng có dân tộc Mường thuộc hai châu Thanh Sơn và Yên Lập (tháng 10 năm 1888, cắt 2 châu này về tỉnh Hưng Hóa).
Sau cuộc tấn công bất ngờ của nghĩa quân Đốc Ngữ vào Chợ Bờ đêm 29 rạng ngày 30 tháng 1 năm 1891, phó công sứ Pháp Rougery (người thay thế J. Morel cuối năm 1890) bị giết chết ở sở tại. Sau khi Hubert de Goy lên làm Công sứ Hoà Bình ít lâu (thay thế Rougery), ngày 18 tháng 3 năm 1891, Toàn quyền Đông Dương ra nghị định chuyển tỉnh lỵ tỉnh Mường về làng Vĩnh Diệu, xã Hòa Bình (nằm ở tả ngạn sông Đà, đối diện với Phương Lâm) và đổi tên tỉnh thành Hòa Bình, nhưng vẫn duy trì nhiệm sở ở Chợ Bờ.
Đến ngày 5 tháng 9 năm 1896, tỉnh lỵ chính thức được chuyển về xã Hòa Bình, do Achille Aumoitte làm Công sứ Hoà Bình (1896 - 1899). Tỉnh Hòa Bình khi đó có 6 châu: Kỳ Sơn, Lạc Sơn, Lạc Thủy, Lương Sơn, Mai Châu (châu Mai) và Đà Bắc.

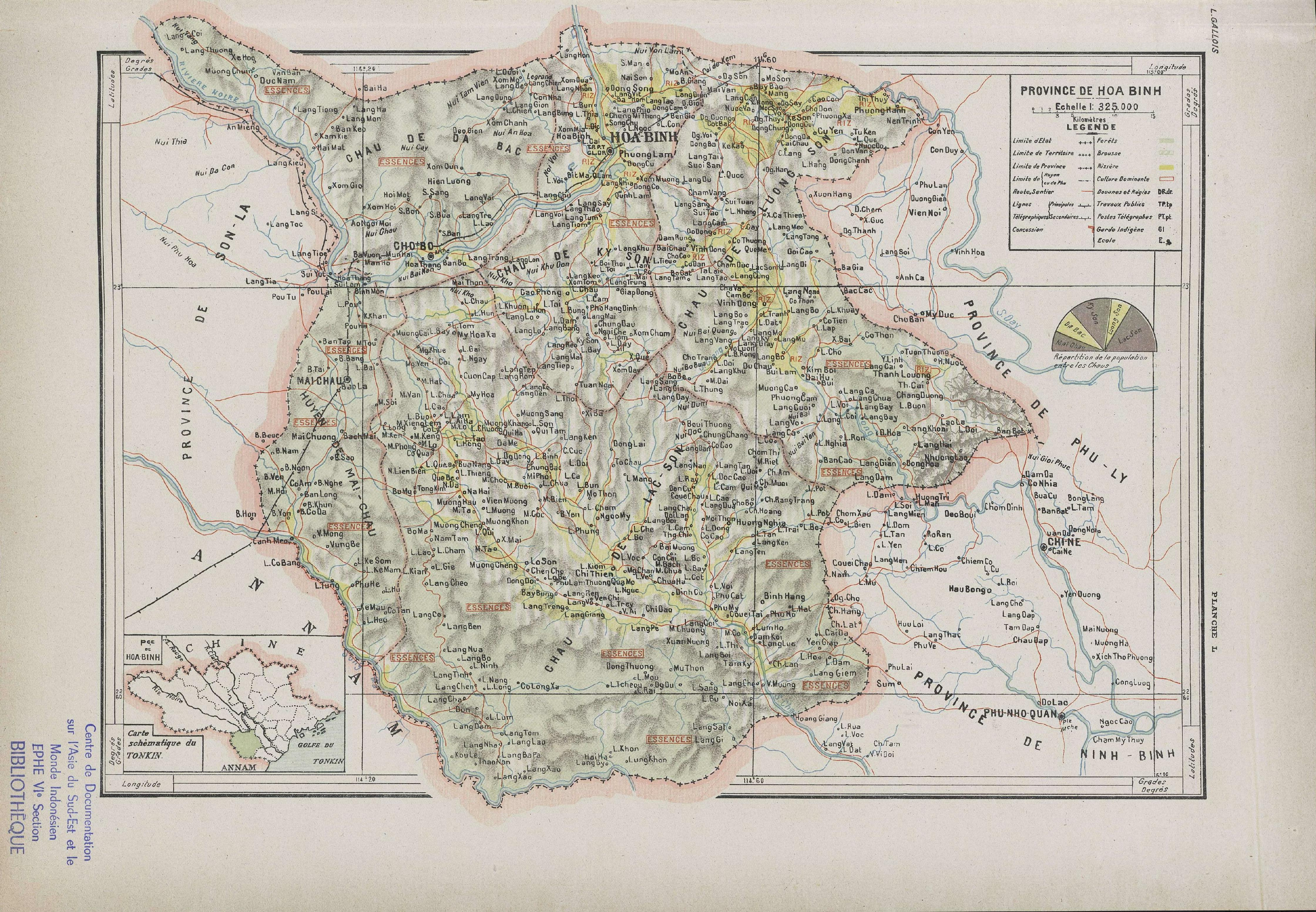
Bản đồ tỉnh Hòa Bình năm 1909

Ngày 24 tháng 10 năm 1908, thời Regnier làm Công sứ (1908 - 1910), châu Lạc Thủy chuyển sang tỉnh Hà Nam, và đến ngày 1 tháng 12 năm 1924, một số xã của Lạc Thủy được nhập vào phủ Nho Quan thuộc tỉnh Ninh Bình - Công sứ Hoà Bình lúc ấy là Collet (1924 - 1925)
Năm 1939, hợp nhất châu Mai (tức Mai Châu) và châu Đà Bắc thành châu Mai Đà.
Trong kháng chiến chống Pháp, Hòa Bình có 4 huyện: Lương Sơn, Kỳ Sơn, Lạc Sơn, Mai Đà, riêng huyện Lạc Thủy vẫn thuộc tỉnh Hà Nam, sau này mới trả về Hòa Bình. Ba huyện của Hòa Bình (Lương Sơn, Kỳ Sơn, Lạc Sơn) thuộc Liên khu 3, trong khi huyện Mai Đà lại thuộc Liên khu Việt Bắc từ tháng 11 năm 1949 cho đến ngày 9 tháng 8 năm 1950 mới trả về Liên khu 3.
Ngày 21 tháng 9 năm 1956, huyện Mai Đà chia thành 2 huyện: Đà Bắc ở phía bắc sông Đà và Mai Châu ở phía nam sông Đà.
Ngày 15 tháng 10 năm 1957, huyện Lạc Sơn chia thành 2 huyện: Lạc Sơn và Tân Lạc.
Ngày 17 tháng 4 năm 1959, huyện Lương Sơn chia thành 2 huyện: Lương Sơn và Kim Bôi.
Ngày 17 tháng 8 năm 1964, huyện Lạc Thủy chia thành 2 huyện: Lạc Thủy và Yên Thủy.
Ngày 27 tháng 12 năm 1975, tỉnh Hòa Bình hợp nhất với tỉnh Hà Tây thành tỉnh Hà Sơn Bình. Theo Nghị quyết của Quốc hội khóa VIII kỳ họp thứ 9 ngày 12 tháng 8 năm 1991, tỉnh Hà Sơn Bình tách ra thành 2 tỉnh Hòa Bình và Hà Tây. Khi đó tỉnh có diện tích là 4.697 km², với dân số 670.000 người, gồm thị xã Hòa Bình và 9 huyện: Đà Bắc, Mai Châu, Lương Sơn, Kỳ Sơn, Lạc Sơn, Lạc Thủy, Kim Bôi, Tân Lạc, Yên Thủy.
Ngày 12 tháng 12 năm 2001, huyện Kỳ Sơn chia thành 2 huyện: Kỳ Sơn và Cao Phong. Tỉnh Hòa Bình có 11 đơn vị hành chính cấp huyện.
Ngày 27 tháng 10 năm 2006, chuyển thị xã Hòa Bình thành thành phố Hòa Bình.
Ngày 1 tháng 8 năm 2008, 4 xã: Đông Xuân, Tiến Xuân, Yên Bình, Yên Trung thuộc huyện Lương Sơn được sáp nhập vào thành phố Hà Nội (nay thuộc các huyện Thạch Thất và Quốc Oai).
Ngày 1 tháng 1 năm 2020, sáp nhập toàn bộ diện tích và dân số của huyện Kỳ Sơn vào thành phố Hòa Bình.
Tỉnh Hòa Bình có 1 thành phố và 9 huyện như hiện nay.
Ngày 12 tháng 6 năm 2025, Quốc hội ban hành Nghị quyết số 202/2025/QH15 về việc sắp xếp đơn vị hành chính cấp tỉnh (nghị quyết có hiệu lực từ ngày 12 tháng 6 năm 2025). Theo đó, sáp nhập tỉnh Hòa Bình vào tỉnh Phú Thọ.

## Dân cư
Hòa Bình hiện có 854.131 dân (tính đến ngày 1/4/2019). Theo thống kê dân số toàn quốc năm 1999, trên địa bàn tỉnh có 6 dân tộc sinh sống, đông nhất là người Mường chiếm 63,3%; người Kinh chiếm 27,73%; người Thái chiếm 3,9%; người Dao chiếm 1,7%; người Tày chiếm 2,7%; người Mông chiếm 0,52%; ngoài ra còn có người Hoa sống rải rác ở các địa phương trong tỉnh. Người Hoa trước đây sống tập trung ở Ngọc Lương, Yên Thủy; nhưng sau năm 1979 còn lại một số gia đình và hiện nay sống phân tán ở các xã Yên Trị, Ngọc Lương và Phú Lai huyện Yên Thủy. Ngoài ra, còn có một số người thuộc các dân tộc khác chủ yếu do kết hôn với người Hòa Bình công tác ở các tỉnh miền núi khác. 15,7% dân số sống ở đô thị và 84,3% dân số sống ở nông thôn. Tỷ lệ đô thị hóa tính đến năm 2022 đạt 33,42%.
Hòa Bình là một trong chín tỉnh của Việt Nam mà trong đó có người Việt (Kinh) không chiếm đa số, đồng thời tỉnh này cũng được coi là thủ phủ của người Mường, vì phần lớn người dân tộc Mường sống tập trung chủ yếu ở đây. Người Mường xét về phương diện văn hóa - xã hội là dân tộc gần gũi với người Kinh nhất. Địa bàn cư trú của người Mường ở khắp các địa phương trong tỉnh, sống xen kẽ với người Kinh và các dân tộc khác.
Người Kinh, sống ở khắp nơi trong tỉnh. Những người Kinh sống ở Hòa Bình đầu tiên đã lên tới 4-5 đời; nhưng đa số di cư tới Hòa Bình từ những năm 1960 của thế kỉ trước, thuộc phong trào khai hoang từ các tỉnh đồng bằng lân cận (Nam Định, Hà Nam, Ninh Bình, Hà Tây...). Trong những năm gần đây, sự giao lưu về kinh tế và văn hóa mở rộng, nhiều người Kinh từ khắp các tỉnh thành đều tìm kiếm cơ hội làm ăn và sinh sống ở Hòa Bình.
Người Thái, chủ yếu sống tập trung ở huyện Mai Châu. Tuy sống gần với người Mường lâu đời và đã bị ảnh hưởng nhiều về phong tục, lối sống (đặc biệt là trang phục), nhưng vẫn giữ được những nét văn hóa độc đáo. Đây là vốn quý để phát triển du lịch công động và bảo lưu vốn văn hóa truyền thống. Hiện nay, khu du lịch Bản Lác là một trong những điểm du lịch hấp dẫn du khách trong và ngoài nước hàng đầu ở Hòa Bình.
Người Tày, chủ tập trung ở huyện Đà Bắc, sống xen kẽ với người Mường, người Dao. Người Tày có tập quán và nhiều nét văn hóa gần giống với người Thái, đặc biệt là ngôn ngữ. Tuy nhiên, xét theo khía cạnh trang phục thì người Tày ở Đà Bắc giống người Thái trắng thuộc các huyện Phù Yên, Bắc Yên (tỉnh Sơn La).
Người Dao sống thành cộng đồng ở các huyện Đà Bắc, Lương Sơn, Kim Bôi, Cao Phong và thành phố Hòa Bình. Người H'mông sống tập trung ở xã Hang Kia và Pà Cò của huyện Mai Châu. Trước đây hai dân tộc này sống du canh du cư, nhưng từ những năm 70-80 đã chuyển sang chế độ đinh canh, định cư và đã đạt được những thành tựu đáng kể về phương diện kinh tế - xã hội.
Với sự đa dạng về sắc tộc như vậy và đặc biệt gần với đồng bằng Bắc Bộ, cách thủ đô Hà Nội chỉ khoảng từ 80 tới 100 km, kết hợp với các điều kiện địa hình, phong cảnh của tỉnh; thì đây là tiềm năng lớn để phát triển du lịch.
Tính đến ngày 1 tháng 4 năm 2019, toàn tỉnh có 7 tôn giáo khác nhau đạt 35.836 người, nhiều nhất là Công giáo có 27.660 người, tiếp theo là Phật giáo có 2.120 người. Còn lại các tôn giáo khác như Hồi giáo có 25 người, đạo Tin Lành có 23 người, Phật giáo Hòa Hảo có năm người, đạo Cao Đài có hai người và 1 người theo Bửu Sơn Kỳ Hương.

## Văn hóa

### Phong tục
Trên địa bàn tỉnh cơ bản có bảy thành phần dân tộc sinh sống. Các dân tộc vừa giữ gìn bản sắc văn hóa riêng của mình, vừa bảo tồn tính đa dạng của văn hóa các dân tộc khác trong cộng đồng. Người Tày Thái sinh sống trong tỉnh có nhiều nét giống nhau trong phong tục và sinh hoạt. Dân tộc Mường có nền văn học dân gian phong phú như: hát ví Mường với nhạc trống đồng, nhạc cồng, trường ca Đẻ đất đẻ nước... Dân tộc Thái có làn điệu dân ca Thái tính cộng đồng cao. Số ít người Mông trong tỉnh có múa khèn, múa ô... Sản phẩm rượu cần trong các dịp lễ tết, hội hè tiếp khách quý của người Mường, người Thái là nét văn hóa độc đáo không thể thiếu trong bản sắc của con người sinh sống trên mảnh đất miền hạ sông Đà.

### Ẩm thực
Hòa Bình là tỉnh chuyển tiếp giữa vùng đồng bằng sông Hồng và vùng núi Tây Bắc, Việt Bắc, vùng Bắc Trung Bộ. Là nơi có nhiều dân tộc sinh sống nên đặc sản, ẩm thực của tỉnh rất phong phú: cơm lam Hòa Bình, cam Cao Phong, lợn mán thui luộc, chè san tuyết Pà Cò, rượu Đù Địn, bánh uôi, mận Hang Kia, gà đồi Hương Nhượng, khoai sọ Phúc Sạn, rau rừng đồ, quýt đường Ôn Châu, rượu cần Mường, tiết canh Hòa Bình, ong rừng xáo măng Mai Châu, su su Lũng Vân, rau sắn nấu chua, rượu cần, hạt dổi Lạc Sơn, cá nướng sông Đà, sâu Lạc Sơn, canh loóng chuối, mía tím Hòa Bình, quất hồng bì Kỳ Sơn, dê núi, bánh dày Hang Kia, chả rau đáu, hạt dổi Chí Đạo, khoai lang Ba Khan, măng đắng Hòa Bình, mật ong Tự Do, lợn rừng xiên nướng bản Lác, canh rau đắng Lạc Sơn, bí đao Kim Bôi, chả cuốn lá bưởi, canh môn nấu da trâu khô, rượu Mai Hạ, nậm pịa Mai Châu, nhãn Sơn Thủy, quả lặc lè, vịt bầu Bến, cá ngần sông Đà, mật ong Lạc Sỹ, quýt Nam Sơn, thịt trâu lá lồm, dưa bở Mỵ Hòa, thịt lợn muối chua, rau sắng, gà chạy bộ Thung Nai, ốc núi Hòa Bình, củ dong Cao Sơn, xôi nếp nương Mai Châu, gà ri Lạc Thủy, tỏi tía Thành Sơn, gà nấu măng chua hạt dổi, bưởi đỏ Tân Lạc.

### Lễ hội
- Hội xên bản, xên mường: Hàng năm vào mùa xuân khi hoa ban nở trắng khắp núi đồi và nghe thấy tiếng sấm nơi đầu nguồn sông Đà thì cũng là lúc người dân huyện Mai Châu tổ chức lễ hội. Hội xên bản mường là hội cầu mùa, cầu phúc họ gửi gắm vào đó những ước vọng về cuộc sống yên bình ấm no trong bản. Lễ hội cũng là dịp trai gái vui chơi tìm hiểu nhau trong tiếng đàn, tiếng hát.
- Hội cầu mưa (dân tộc Thái): hàng năm vào khoảng tháng Ba, tháng Tư âm lịch thời tiết hanh khô chuẩn bị bước sang mùa hè thì người Thái tổ chức lễ hội cầu mưa.
- Lễ cầu mát: Đây là tục lệ của cư dân Mường vùng Hòa Bình. Vào buổi lễ thầy mo cầu khấn bốn vị: Trời, Đất, Nước, Lửa phù hộ cho dân bản luôn được mát mẻ. Lễ cũng được tổ chức sau khi một gia đình nào có hỏa hoạn.
- Lễ cầu phúc bản mường: Lễ hội được tổ chức bởi cộng đồng người Thái ở Mai Châu, mục đích cầu thần phù hộ dân bản và cúng rửa lá lúa, xua đuổi thần Trùng. Vào ngày lễ hội, các miếu thờ thổ công, thổ địa ở các bản được sửa sang sạch sẽ, bờ ruộng nương cũng được tu sửa, be cao để đón nước.
- Lễ hội rửa lá lúa ở Mường Bi vào tháng 7, tháng 8 lúc cây lúa bắt đầu ra hạt. Thầy mo cùng dân bản cúng tại ruộng lúa cầu mong cho mùa màng tươi tốt, sâu bệnh không phá hoại.
- Lễ cơm mới: có trong cộng đồng người Mường Bi ở Hòa Bình. Dịp lễ hội các gia đình soạn cỗ mừng vụ thu hoạch, cúng vía lúa, cúng ông bà cha mẹ tỏ lòng thành kính.
- Lễ khẩn chiêm: đây là lễ cúng cầu lúa mùa của người Dao ở Hòa Bình được tổ chức vào đầu tiết lập hạ. Đây là lễ cầu đất trời, tổ tiên phù hộ cho một năm làm ăn tốt lành.
- Hội xéc bùa: hay còn gọi là hội cồng chiêng của dân tộc Mường vùng Hòa Bình. Xéc bùa là xách cồng chiêng đi hát của các phường bùa. Phường bùa gồm những người biết hát và đánh cồng chiêng, đọc theo lối ứng khẩu.
- Mo Mường là di sản văn hóa phi vật thể quốc gia đang được đề nghị UNESCO công nhận là di sản văn hóa phi vật thể của nhân loại.

## Giao thông

### Đường bộ
Các đường giao thông quan trọng trên địa bàn tỉnh như:
- Quốc lộ 6 đi qua các huyện Lương Sơn, thành phố Hòa Bình,huyện Cao Phong, huyện Tân Lạc, Mai Châu nối liền Hòa Bình với thủ đô Hà Nội và các tỉnh tây bắc khác, điểm gần trung tâm Hà Nội nhất trên quốc lộ 6 của Hòa Bình thuộc huyện Lương Sơn là gần 40 km.
- Quốc lộ 15A đi từ huyện Mai Châu nối quốc lộ 6 với các huyện vùng cao tỉnh Thanh Hóa.
- Quốc lộ 12B nối thẳng quốc lộ 6 (ở Mãn Đức - Tân Lạc) đi qua các huyện Tân Lạc, Lạc Sơn, Yên Thủy và tỉnh Ninh Bình là con đường ngắn nhất từ tây bắc xuyên ra Biển Đông.
- Quốc lộ 21A có điểm đầu là ngã ba giao cắt với quốc lộ 32, trước cửa ngõ vào thị xã Sơn Tây, điểm cuối là thị trấn Thịnh Long, huyện Hải Hậu, tỉnh Nam Định qua thị trấn Xuân Mai Hà Nội qua các huyện Lương Sơn, Kim Bôi, Lạc Thủy xuống Phủ Lý.
- Quốc lộ 21C có điểm đầu là ngã ba giao cắt với Đường vành đai 3 (Hà Nội) tại Hoàng Mai, điểm cuối là nút giao Mai Sơn, huyện Yên Mô, tỉnh Ninh Bình qua huyện Lạc Thủy.
- Quốc lộ 37C nối từ Hưng Thi (Lạc Thủy) qua Nho Quan, Gia Viễn (Ninh Bình) tới Ý Yên (Nam Định).
- Đường Hồ Chí Minh chạy song song với quốc lộ 21, giao với quốc lộ 12B tại thị trấn Ba Hàng Đồi và quốc lộ 12A tại địa bàn giáp ranh giữa xã Yên Nghiệp của huyện Lạc Sơn và xã Lạc Thịnh của huyện Yên Thủy.
- Đường cao tốc Hà Nội – Hòa Bình – Sơn La – Điện Biên đi qua các huyện thị thành phố Hòa Bình, Đà Bắc, Mai Châu.

Các tuyến đường chính này nối với hệ thống đường nối liền các huyện, xã trong tỉnh với thị xã và với các huyện, tỉnh bạn rất thuận lợi cho giao lưu kinh tế - xã hội.

### Đường thủy
Hệ thống sông ngòi thủy văn: Hòa Bình có mạng lưới sông suối phân bố tương đối dày và đều khắp ở các huyện. Sông Đà là sông lớn nhất chảy qua tỉnh có lưu vực 15.000 km² chảy qua các huyện Mai Châu, Đà Bắc, Tân Lạc và thành phố Hòa Bình với tổng chiều dài là 151 km. Hồ sông Đà có dung tích 9,5 tỷ m³ nước nối liền với Sơn La, phần hạ lưu chảy qua Phú Thọ, Hà Tây thông với sông Hồng, được điều tiết nước bởi hồ sông Đà, tại đây có thể phát triển vận tải thủy thuận lợi, có hiệu quả; sông Bưởi bắt nguồn từ xã Phú Cường, huyện Tân Lạc, dài 55 km; sông Bôi bắt nguồn từ xã Thượng Tiến, huyện Kim Bôi, dài 125 km; sông Bùi bắt nguồn từ xã Lâm Sơn huyện Lương Sơn, dài 32 km; sông Lạng bắt nguồn từ xã Bảo Hiệu huyện Yên Thủy, dài 30 km.

### Biển số xe
- Thành phố Hòa Bình : 28-H1/K1 XXX.XX
- Huyện Cao Phong : 28-C1 XXX.XX
- Huyện Đà Bắc : 28-D1 XXX.XX
- Huyện Kim Bôi : 28-B1 XXX.XX
- Huyện Lạc Sơn : 28-N1 XXX.XX
- Huyện Lạc Thủy : 28-L1 XXX.XX
- Huyện Lương Sơn : 28-G1 XXX.XX
- Huyện Mai Châu : 28-M1 XXX.XX
- Huyện Tân Lạc : 28-E1 XXX.XX
- Huyện Yên Thủy : 28-F1 XXX.XX

## Kinh tế

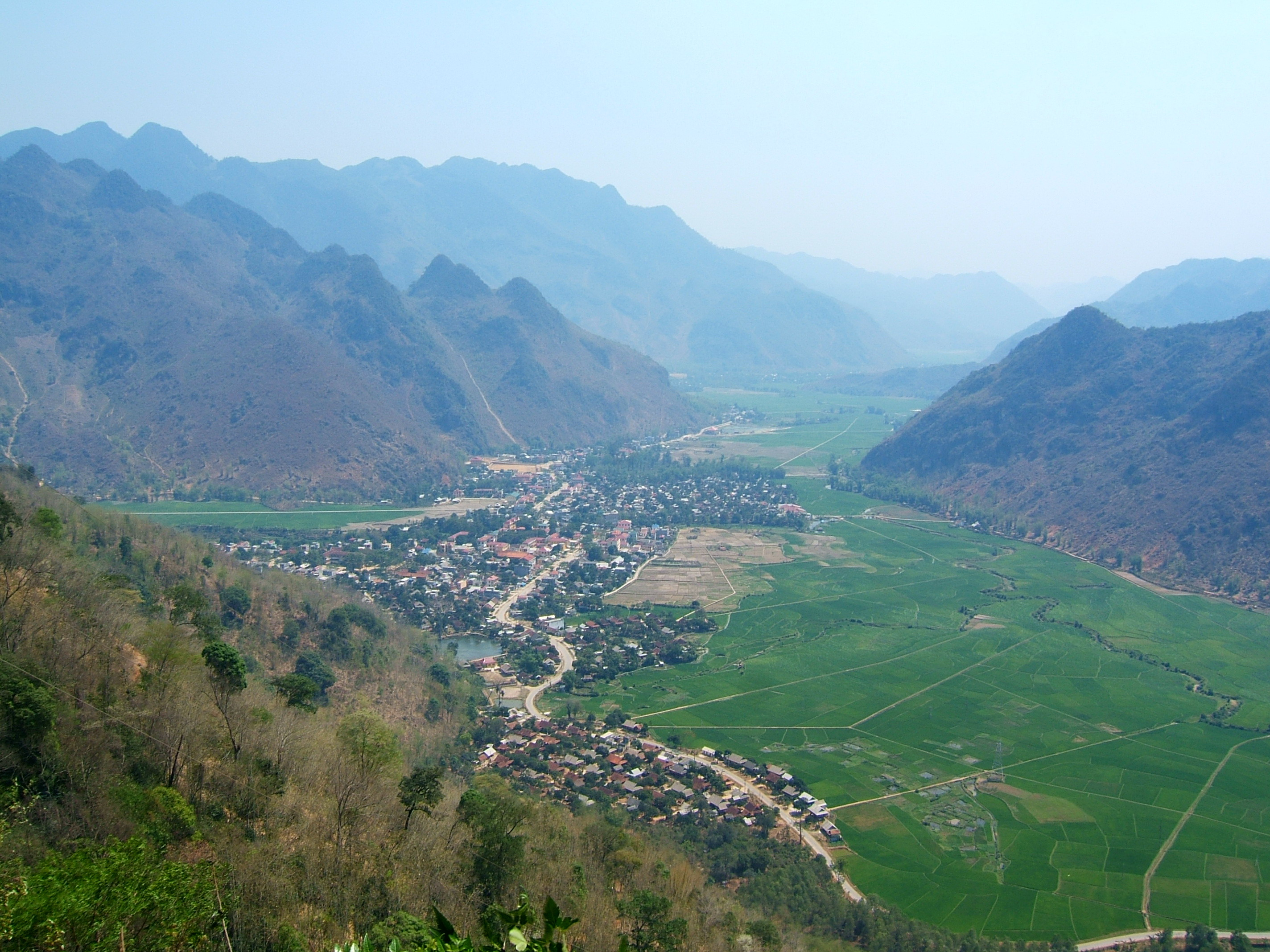
Phong cảnh Mai Châu - trung tâm du lịch Hòa Bình

### Thủy điện

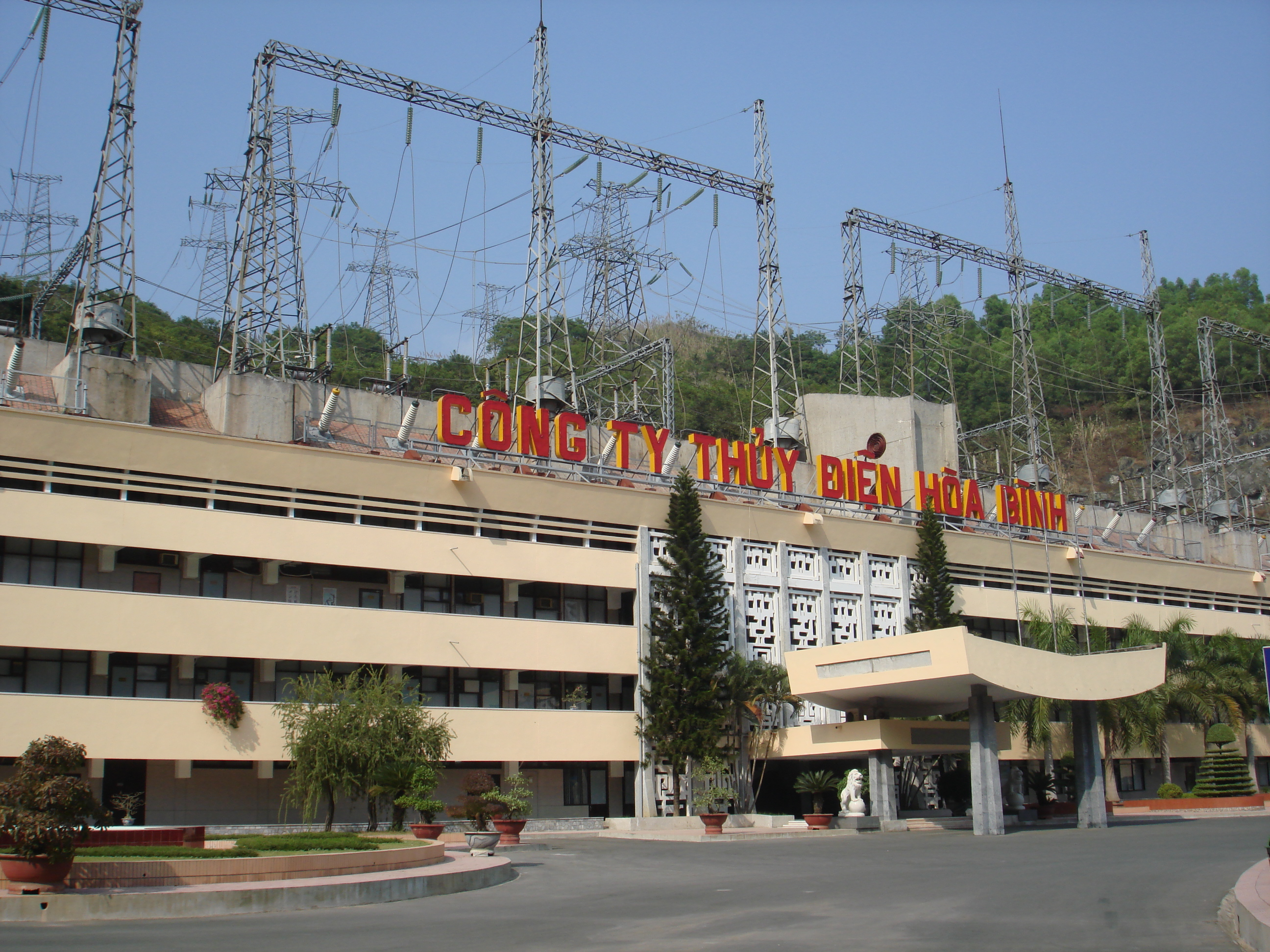
Phía trước nhà máy thủy điện Hoà Bình

Hòa Bình cũng là nơi đặt Nhà máy Thủy điện Hòa Bình công suất thiết kế đạt 1.920 megawatt, được xây dựng tại hồ Hòa Bình, trên dòng sông Đà. Nhà máy Thủy điện Hòa Bình là một trong các nhà máy thủy điện lớn nhất Việt Nam và khu vực Đông Nam Á. Đây là một công trình do Liên Xô viện trợ cho Việt Nam. Công trình khởi công ngày 6 tháng 11 năm 1979, khánh thành ngày 20 tháng 12 năm 1994. Ngoài tác dụng phát điện, nhà máy này còn có chức năng ngăn lũ cho sông Hồng, cung cấp nước tưới tiêu và cải thiện giao thông đường thủy.

### Nông nghiệp
Nhiều vùng sản xuất hàng hóa chuyên canh nguyên liệu tập trung được phát triển và nhân rộng như: vùng cam huyện Cao Phong; vùng mía tím huyện Tân Lạc, Lạc Sơn, Cao phong; vùng gỗ, luồng nguyên liệu ở huyện Đà Bắc, Mai Châu; vùng lạc, đậu ở huyện Lạc Sơn, Yên Thủy; vùng cây dưa hấu ở huyện Lạc Thủy, Kim Bôi; vùng cây dược liệu ở Tân Lạc, Lạc Sơn; vùng chè ở huyện Lương Sơn, Mai Châu, Đà Bắc.

### Đá thủ công mỹ nghệ
Làng nghề đá thủ công mỹ nghệ Sỏi, huyện Lạc Thủy là cái nôi của những sản phẩm đồ đá nổi tiếng như bàn ghế đá, lavabo đá (chậu rửa đá), tượng đá,... Với nguồn nguyên liệu đá sẵn có, cùng bàn tay điêu luyện lành nghề của những nghệ nhân hàng chục năm trong nghề các sản phẩm luôn được đánh giá cao. Làng Sỏi bao bọc những cụm KCN Phú Thành I, II và là nơi có nhiều công ty toạ lạc mang đến sự phát triển vượt bậc cho địa phương nói riêng và toàn tỉnh nói chung.

## Du lịch
Địa hình đồi núi trùng điệp với các động thác Bờ, Hang Rết, động Hoa Tiên, vùng rừng nhiệt đới nguyên sinh Pù Noọc mở ra những tuyến du lịch mạo hiểm leo núi, đi bộ, săn bắn, tắm suối. Sức người và thiên nhiên đã tạo cho Hòa Bình một vùng hồ sông Đà thơ mộng cho phép phát triển du lịch vùng lòng hồ và ven hồ có đầy đủ vịnh, đảo và bán đảo mà ở đó động thực vật quý hiếm được bảo tồn. Thấp thoáng các bản Mường, bản Dao, bản Tày rải rác ven hồ, ven thung lũng tạo nên bức tranh sơn thủy hữu tình.
Hòa Bình là một tỉnh có khá nhiều những suối nước khoáng nóng, những thung lũng hoang sơ huyền bí. Tiêu biểu nổi bật như:
- Suối nước khoáng Kim Bôi với nguồn nước phun lên ở nhiệt độ 36 °C, đủ tiêu chuẩn dùng làm nước uống, để tắm, chữa bệnh. Nước suối Kim Bôi đã được đóng chai làm nước giải khát, nó cùng loại với nước khoáng Thạch Bích ở Quảng Ngãi, Kum-dua ở Nga và Paven Barbia của Hungari.
- Thung lũng Mai Châu thuộc huyện lỵ Mai Châu là một thung lũng với đồng lúa và những nếp nhà sàn được quy hoạch bảo tồn phục vụ du lịch.
- Đà Bắc- một huyện vùng cao thích hợp cho du khách tham quan du lịch sinh thái và văn hóa. Đà Bắc với cảnh quan nguyên sơ yên ả, thơ mộng của thị trấn miền núi tây bắc.

Những hang động thiên tạo đa dạng hình thù có đỉnh Phù Bua bốn mùa mây phủ. Có bản Nanh, bản Nưa của người Mường, người Dao và xen kẽ một số gia đình người Thái, với những mái nhà sàn cổ.
- Lương Sơn - huyện cửa ngõ của tỉnh Hòa Bình, nới tiếp giáp giữa đồng bằng châu thổ sông Hồng và miền núi tây bắc, với vị trí chỉ cách Hà Nội khoảng 40 km tiện lợi về giao thông, là nơi tập trung rất nhiều khu du lịch sinh thái, địa điểm giải trí.

## Trích dẫn
1. 1 2 3  "Nghị quyết số 202/2025/QH15 về việc sắp xếp đơn vị hành chính cấp tỉnh". Cổng thông tin điện tử Quốc hội Việt Nam. ngày 12 tháng 6 năm 2025. Lưu trữ bản gốc ngày 12 tháng 6 năm 2025. Truy cập ngày 12 tháng 6 năm 2025.
2. ↑  "Phê duyệt và công bố kết quả thống kê diện tích đất đai năm 2020". Quyết định số 387/QĐ-BTNMT 2022. Bộ Tài nguyên và Môi trường (Việt Nam).
3. 1 2  Tổng cục Thống kê (2022), tr. 89.
4. ↑  Tổng cục Thống kê (2022), tr. 92.
5. ↑  Tổng cục Thống kê (2022), tr. 98.
6. ↑  Tổng cục Thống kê (2022), tr. 100.
7. ↑  Tổng cục Thống kê
8. ↑  Quyết định số 124/2004/QĐ-TTg của Chính phủ ngày 08/07/2004 ban hành Danh mục và mã số các đơn vị hành chính Việt Nam có đến 30/6/2004. Thuky Luat Online, 2016. Truy cập 11/04/2019.
9. ↑  Tập bản đồ hành chính Việt Nam. Nhà xuất bản Tài nguyên – Môi trường và Bản đồ Việt Nam. Hà Nội, 2013
10. ↑  "Dân số các tỉnh Việt Nam năm 2018". Tổng cục Thống kê Việt Nam. Truy cập ngày 30 tháng 9 năm 2019.
11. ↑  "Tình hình kinh tế, xã hội Hòa Bình năm 2018". Báo Hòa Bình, Đảng bộ tỉnh. Truy cập ngày 12 tháng 10 năm 2019.
12. ↑  "TOÀN VĂN: Nghị quyết số 202/2025/QH15 về sắp xếp đơn vị hành chính cấp tỉnh". Báo Điện tử Chính phủ. ngày 16 tháng 6 năm 2025. TOÀN VĂN: Nghị quyết số 202/2025/QH15 về sắp xếp đơn vị hành chính cấp tỉnh Lưu trữ bản gốc ngày 30 tháng 6 năm 2025. Truy cập ngày 30 tháng 6 năm 2025. {{Chú thích web}}: Kiểm tra giá trị |archive-url= (trợ giúp)
13. 1 2  Nghị quyết số 31/NQ-CP ngày 14 tháng 7 năm 2009 của Chính phủ Việt Nam.
14. ↑  "Nghị quyết số 1189/NQ-UBTVQH14 năm 2021 về việc thành lập phường Quỳnh Lâm và phường Trung Minh thuộc thành phố Hòa Bình, tỉnh Hòa Bình".
15. ↑  Theo Avenir du Tonkin, Aumoitte nguyên là phó công sứ Pháp của tỉnh Hải Dương (1885), Nam Định (1889, 1892), Lạng Sơn (1891, 1896), Ninh Bình (1894). Ở tỉnh Mường (Hòa Bình), Aumoitte làm phó công sứ từ tháng 6/1896 (thay cho Vouillon), đến tháng 8/1896 làm công sứ Hòa Bình thay cho Jean-Pierre Minault về Thái Bình
16. ↑  Cũng theo Avenir du Tonkin, từ năm 1897, Ferrando được cử ra làm phó công sứ tỉnh Hòa Bình từ tháng 8/1897 (thay cho Patrioux) đã kiêm luôn chức Ủy viên Cộng hòa Pháp của tỉnh, bên cạnh Dupuy. Tháng 1/1899, Pháp đưa Brun làm Ủy viên Cộng hòa ở Hòa Bình.
17. ↑  Một số Công sứ Pháp ở Hoà Bình (thống kê chưa đầy đủ): Moulié (1886 - 1888), J. Morel (1888 - 1890), Rougery (1890 - 1891), De Goy (1891), Ganella (1891 - 1899), Ferrand (1899 - 1901), Lévy (1902), Wulfingh (1903 - 1906), Patry (1906 - 1907), Rigaud (1907 - 1909), Regnier (1909 - 1910), Richard (1910 - 1911), Fitz-Patrick (1912 - ? ), Collet (1924 - 1925), Fleury (1926 - 1927), Tustes (1928 - 1930)...
18. ↑  Sắc lệnh số 131/SL năm 1950
19. ↑  Nghị quyết về việc điều chỉnh địa giới hành chính một số tỉnh, thành phố trực thuộc Trung ương do Quốc hội ban hành
20. ↑  Nghị định 95/2001/NĐ-CP về việc chia huyện Kỳ Sơn, tỉnh Hoà Bình thành hai huyện Cao Phong và Kỳ Sơn
21. ↑  Nghị định 126/2006/NĐ-CP về việc thành lập thành phố Hoà Bình thuộc tỉnh Hoà Bình
22. ↑  Nghị quyết số 15/2008/QH12 về việc điều chỉnh địa giới hành chính thành phố Hà Nội và một số tỉnh có liên quan do Quốc hội ban hành
23. ↑  "Nghị quyết số 830/NQ-UBTVQH14 năm 2019 về việc sắp xếp các đơn vị hành chính cấp huyện, cấp xã thuộc tỉnh Hòa Bình".
24. ↑  Kết quả toàn bộ Tổng điều tra Dân số và Nhà ở Việt Nam năm 2009, Tổng cục Thống kê Việt Nam.